# Szczepan Kupczak
Szczepan Kupczak, né le 29 novembre 1992 à Juszczyna, est un coureur polonais du combiné nordique.

## Biographie
Il commence à s'entraîner au club SSR Sokół Szczyrk, avant de devenir membre du club de Katowice.
Il fait ses premiers pas dans une compétition internationale en 2010 à l'occasion d'une manche de la Coupe continentale.
Il démarre en Coupe du monde en novembre 2013 à Kuusamo. Il marque ses premiers points lors de la saison 2015-2016 avec une 20e place à Lillehammer après avoir dominé la manche de saut à ski. Entre-temps, il obtient sa première sélection en championnat du monde en 2015 à Falun. Il a obtenu deux médailles aux Universiades, remportant l'or dans la compétition par équipes en 2013 et le bronze lors de l'épreuve individuelle Gundersen en 2015.
Aux Jeux olympiques d'hiver de 2018, pour sa première participation, à Pyeongchang il est 25e et 39e en individuel.
Aux Championnats du monde 2019 à Seefeld, il est 18e et 25e en individuel, ainsi que deux fois huitième en épreuve par équipes. Il enregistre son meilleur classement général en Coupe du monde cet hiver, grâce à plusieurs résultats dans le top vingt.
À l'été 2019, il monte sur ses premiers podiums à Oberhof et Klingenthal sur le Grand Prix. Il confirme ce résultat, l'hiver suivant où il enregistre son meilleur résultat individuel dans la Coupe du monde avec une douzième place à Seefeld.
En 2020, il gagne aussi son premier titre de champion de Pologne hivernal.
Son frère Kacper est aussi un coureur du combiné nordique.

## Palmarès

### Jeux olympiques d'hiver
| Épreuve / Édition   | Individuel     | Individuel     | Par équipes Grand tremplin |
| Épreuve / Édition   | Petit tremplin | Grand tremplin | Par équipes Grand tremplin |
| JO 2018 Pyeongchang | 39e            | 25e            | 9e                         |
| JO 2022 Pékin       | 34e            | 35e            | -                          |

### Championnats du monde
| Épreuve / Édition  | Épreuve / Édition  | Falun 2015 | Seefeld 2019 | Oberstdorf 2021 |
| Gundersen          | PT                 | 37e        | 18e          | 29e             |
| Gundersen          | GT                 | —          | 25e          | 27e             |
| Par équipes        | Par équipes        | —          | 8e           | —               |
| Sprint par équipes | Sprint par équipes | —          | 8e           | 11e             |

### Universiades
| Épreuve / Édition | Épreuve / Édition | Trente 2013 | Štrbské Pleso 2015 |
| Gundersen         | Gundersen         | 23e         | 3e                 |
| Mass start        | Mass start        | 5e          |                    |
| Par équipes       | Par équipes       | 1er         | 4e                 |

### Coupe du monde
- Meilleur classement général : 35e en 2019.
- Meilleur résultat individuel : 12e.

#### Classements en Coupe du monde
| Année     | Classement général final |
| 2015-2016 | 51e                      |
| 2017-2018 | 45e                      |
| 2018-2019 | 35e                      |
| 2019-2020 | 37e                      |
| 2020-2021 | 50e                      |
| 2021-2022 | 57e                      |

### Grand Prix
- 2 podiums individuels.